# Кимото, Селенге
Селенге Кимото (фр. Selenge Kimoto; род. 15 августа 1966) — конголезский шоссейный велогонщик. Участник летних Олимпийских игр 1992 года.

## Карьера
В 1992 году был включён в состав сборной Заира на летних Олимпийских играх в Барселоне. На них выступил в групповой шоссейной гонке протяжённостью 194 км, но не смог финишировать как и ещё 69 гонщиков.